# Pygolampis bidentata
Pygolampis bidentata is een wants uit de familie van de roofwantsen (Reduviidae).

## Uiterlijk
De wants is grijsachtig bruin. Hij is langvleugelig (macropteer). De lengte is 12–15 mm.

## Verspreiding en habitat
De soort wordt aangetroffen in Europa en Azië. In Nederland is hij zeer zeldzaam en is sinds 1998 niet meer waargenomen. Hij leeft op de bodem onder struikgewas en brem, zowel in vochtige als droge, warme biotopen.

## Leefwijze
Het voedsel bestaat uit grote insecten, zoals sprinkhanen. De volwassen wantsen en nimfen overwinteren.